# Falcon 5
Falcon 5 var en amerikansk, delvis återanvändningsbar raket designad av SpaceX. Utvecklingen av Falcon 5 har avbrutits, och projektet har ersatts av Falcon 9.